# Villaquirán de los Infantes
Villaquirán de los Infantes é um município da Espanha na província de Burgos, comunidade autónoma de Castela e Leão, de área 13,03 km² com população de 187 habitantes (2004) e densidade populacional de 14,35 hab/km².

## Demografia
| Variação demográfica do município entre 1991 e 2004 | Variação demográfica do município entre 1991 e 2004 | Variação demográfica do município entre 1991 e 2004 | Variação demográfica do município entre 1991 e 2004 |
| --------------------------------------------------- | --------------------------------------------------- | --------------------------------------------------- | --------------------------------------------------- |
| 1991                                                | 1996                                                | 2001                                                | 2004                                                |
| 222                                                 | 222                                                 | 221                                                 | 187                                                 |